# UCI Women's ProSeries 2022
L'UCI Women's ProSeries 2022 è stata la terza edizione dell'UCI Women's ProSeries, il secondo circuito per importanza nel ciclismo femminile. Il suo calendario era composto da 8 gare, che si sono tenute dal 26 febbraio al 1º ottobre 2022 in Europa.
Il programma comprendeva cinque corse di un giorno (1.Pro) e tre corse a tappe (2.Pro).

## Calendario
La principale novità della stagione è rappresentata dall'inserimento in calendario del Giro di Svizzera, mentre il Giro d'Italia Donne torna ad essere parte del calendario World Tour dopo un anno di assenza a causa di inadempienze dell'organizzazione.
| N. | Data                | Evento                                             | Cat.  | Vincitrice           | Squadra                 |
| -- | ------------------- | -------------------------------------------------- | ----- | -------------------- | ----------------------- |
| 1  | 26 febbraio         | Omloop Het Nieuwsblad (2022)                       | 1.Pro | Annemiek van Vleuten | Movistar Team Women     |
| 2  | 16 marzo            | Nokere Koerse (2022)                               | 1.Pro | Lorena Wiebes        | Team DSM                |
| 3  | 30 marzo            | Dwars door Vlaanderen (2022)                       | 1.Pro | Chiara Consonni      | Valcar-Travel & Service |
| 4  | 13 aprile           | Freccia del Brabante (2022)                        | 1.Pro | Demi Vollering       | Team SD Worx            |
| 5  | 29 aprile-1º maggio | Festival Elsy Jacobs (2022)                        | 2.Pro | Marta Bastianelli    | UAE Team ADQ            |
| 6  | 24-29 maggio        | Internationale Thüringen Ladies Tour (2022)        | 2.Pro | Alexandra Manly      | Team BikeExchange-Jayco |
| 7  | 18-21 giugno        | Giro di Svizzera (2022)                            | 2.Pro | Lucinda Brand        | Trek-Segafredo          |
| 8  | 1º ottobre          | Giro dell'Emilia Internazionale Donne Elite (2022) | 1.Pro | Elisa Longo Borghini | Trek-Segafredo          |